# Maxime Martin
Maxime Martin, född den 20 mars 1986 i Uccle är en belgisk racerförare. Han är son till Jean-Michel Martin.